# リッチー・ヘイワード
リッチー・ヘイワード (Ritchie Hayward, 1946年2月6日 - 2010年8月12日)は、アメリカ合衆国アイオワ州出身のドラマー、作曲家である。2009年までルーツ・ロック・バンドであるリトル・フィートのドラマーとして活動したほか、セッション・ミュージシャンとして数多くのアーティストと共演した。

## 来歴
アイオワ州・セロゴード郡クレアレイク出身。活動当初は、サウスカロライナ州を拠点に活動する小さなバンドで演奏していた。フラターニティー・オヴ・マンというバンドを経て、後に行動を共にすることとなるローウェル・ジョージとともに、ザ・ファクトリーを結成した。1967年にザ・ファクトリーは、コメディ「Fトループ」に出演し、時代錯誤のビートルズ風のバンドを演じたが、シングル1枚リリースしてから間もなく解散してしまう。それから暫くは別行動していたが、間もなくローウェル・ジョ－ジと再会し、ルーツ・ロック・バンド、リトル・フィートを結成。以後、ローウェルが1979年に死去した後もバンドに残り活動した。
バンド以外にも、エリック・クラプトン、ドゥービー・ブラザーズ、デラニー・ブラムネット、キム・カーンズ、ライ・クーダー、ジェイムズ・コットン、ボブ・ディラン、ロバート・パーマー、ジョン・ケイル、アル・クーパー、トム・ウェイツ、ウォーレン・ジヴォン、ウォーレン・ヘインズ、ヴァン・ダイク・パークス、スティーヴン・スティルス、ロバート・プラント、カーリー・サイモン、ポール・ロジャース、ボブ・シーガー、バディー・ガイ、ピーター・フランプトン、タジ・マハールなど様々なアーティスト・ミュージシャンと共演していた。なお、リトル・フイートのメンバーだったロイ・エストラーダは、少女との性行為により懲役25年の刑を受け服役した。
2009年8月、肝臓癌を患っていることが発覚し、治療活動に専念するために、リトル・フィートでの活動を休止することになる。代役はゲイブ・フォードが務めることになった。残りのメンバーによって、リッチーの治療費のためにチャリティーコンサートも行われた。
しかし、翌2010年8月、肺疾患との合併症を引き起こし、入院先のブリティッシュコロンビア州ヴィクトリア市内の病院でそのまま帰らぬ人となった。64歳没。死去後に行われたリトル・フィートのライブで、メンバーによって哀悼の念が示された。